# Ordine di Stjepan Radić
L'Ordine di Stjepan Radić è un'onorificenza concessa dalla repubblica di Croazia. Esso è il dodicesimo ordine statale di benemerenza.

## Storia
L'Ordine è stato fondato il 10 marzo 1995 ed è dedicato al politico Stjepan Radić.

## Classi
L'Ordine dispone dell'unica classe di Cavaliere/Dama di Gran Croce.

## Assegnazione
L'Ordine è conferito a cittadini croati e stranieri che hanno servito e si sono sacrificati per i diritti nazionali e sociali del popolo croato.

## Insegne
- Il nastro è un tricolore rosso, bianco e blu.